# Академия смерти
«Акаде́мия сме́рти» (нем. NaPolA — Elite für den Führer) — военная драма Денниса Ганзеля, снятая по его же сценарию о воспитанниках одной из военизированных учебно-воспитательных национал-политических учреждений, готовивших элиту нацистской Германии в годы Второй мировой войны. Фильм снимался в Германии и Чехии.
Часть сюжета была основана на реальном инциденте из жизни дедушки Ганзеля.

## Сюжет
Германия, Берлин, конец лета 1942 года. Главный герой фильма — Фридрих Ваймер, 16 лет, — только что окончил школу. Он воспитывается в бедной семье, занимается физическим трудом и увлекается любительским боксом. На одном состязании его замечает преподаватель из элитной национально-политической академии Генрих Фоглер, оценивает его талант боксёра и приглашает поступить в это учебное заведение, находящееся в замке «Алленштайн». 
Фридрих успешно сдаёт вступительные испытания, состоящие из общего обследования здоровья, проверки на физическую выносливость, соответствие нацистским расовым стандартам (здесь его признают человеком «нордического» типа и он получает почти наивысшую оценку) и национал-социалистическому мировоззрению (правильные ответы на задаваемые вопросы Фридриху, судя по всему, заранее подсказал Фоглер). Однако когда дома он сообщает об этом родителям, отец категорически запрещает ему отправляться в академию, при этом высказывая свою неприязнь к нацистской идеологии. Фридрих говорит, что после окончания академии он мог бы добиться высокого положения в жизни, но в ответ получает от отца пощёчину и гневную отповедь.
Ночью Фридрих тайком покидает родительский дом. Лежащая в постели мать в этот момент просыпается, она понимает, куда уходит сын, но не останавливает его. Фридрих оставляет на столе прощальное письмо, в котором пишет, что подпись отца на разрешении учиться он подделал, и угрожает отцу донести на него в гестапо, если тот попытается забрать его из академии. Свою мать он просит простить его, объясняя свой поступок тем, что другого такого шанса выбиться в люди у него просто не будет.
Когда Фридрих приезжает в академию, Фоглер становится его наставником и тренером по боксу. Основные черты обучения воспитанников в академии — жёсткая дисциплина, идея избранности арийской расы, спартанские условия жизни. Официально проповедуются принципы равенства и товарищества, но на практике в ряде случаев всё выглядит иначе. Фридрих узнаёт, что некоторых воспитанников приняли в академию по протекции родителей. Обучение в школе тяжёлое, «слабакам» грозят драконовские наказания. Например, воспитанник Зигфрид Гладен, который мочится в постель, после доноса старшего товарища вынужден по приказу преподавателя мочиться на свой матрас перед строем взвода воспитанников, а в другой раз длительное время неподвижно стоять, держа этот матрас на вытянутых руках над головой. Тем не менее, строгость школьного режима не мешает Фридриху учиться и достигать успехов в боксе. Директор академии, заметив это, обещает Фридриху свою помощь в осуществлении спортивной карьеры.
Фридрих заводит дружбу с воспитанником Альбрехтом Штайном, который выглядит чувствительным и хрупким, как телом, так и характером. Он хочет стать писателем, обучение в академии ему вовсе не нужно и он поступил сюда явно по воле своего отца, местного гауляйтера, давнего и убеждённого нациста, вышедшего из «низов» общества и достигшего высокого положения в нацистской партийной иерархии. Затем Фридриху удаётся познакомиться и даже в определённом смысле подружиться и с самим гауляйтером Штайном, отцом Альбрехта.
Школьная повседневная жизнь пронизана военным духом. Когда однажды на полевых занятиях воспитанников учат метанию боевых ручных гранат из окопа, один из учеников застывает от страха и роняет себе под ноги гранату с горящим запалом. В последний момент Зигфрид Гладен бросается на упавшую гранату, накрывает её своим телом и погибает от взрыва. Остальные воспитанники, находившиеся в том же окопе, тем самым спасены. Последующая траурная церемония прощания с погибшим превращена руководством школы в пропагандистское представление, прославляющее акт самопожертвования Гладена. Но никто из воспитанников не знает, что поступок Гладена на самом деле был фактически самоубийством, вызванным невозможностью далее терпеть издевательства.
Однажды зимней ночью гауляйтер, отец Альбрехта, прибывает в академию, объявляет боевую тревогу и ставит воспитанникам задачу: поймать в заснеженном лесу группу бежавших из поезда русских военнопленных, которые, по его словам, убили своих конвоиров и завладели их оружием. Взвод воспитанников, в числе которых Фридрих и Альбрехт, получив боевое оружие и патроны, настигает нескольких беглецов и стреляет в них. Но тут обнаруживается, что бежавшие русские безоружны и они почти ровесники воспитанников академии. Прибывший на место гауляйтер Штайн выстрелом из пистолета хладнокровно добивает раненого русского, которому Альбрехт только что пытался оказать медицинскую помощь. Воспитанников сажают в грузовики и увозят обратно в академию, но при этом они успевают увидеть, как всех пойманных русских военнопленных расстреливают немецкие солдаты. Потрясённый происшедшими событиями, Фридрих перед самым завершением ночной операции нарушает дисциплину, вступив в драку с другим воспитанником. Генрих Фоглер сажает обоих на сутки в карцер, тем самым спасая от возможно более серьёзного наказания.
На следующий день на уроке немецкого языка Генрих Фоглер даёт воспитанникам задание написать сочинение о роли зимних пейзажей в немецких героических сказаниях. Альбрехт в своём сочинении, которое он затем зачитывает вслух перед классом, открыто критикует прошедшую ночную операцию по охоте на людей и своего отца, отдавшего приказ об этой охоте. Сочинение производит эффект разорвавшейся бомбы. Прибывший в академию разъярённый гауляйтер Штайн заявляет сыну, что через неделю, когда Альбрехту исполнится 17 лет и тот достигнет призывного возраста, он отправит сына на Восточный фронт в войска СС. Но перед этим Альбрехт должен до завтрашнего утра написать новое, «правильное» сочинение.
Следующим утром на занятиях по физической подготовке воспитанникам ставят задачу по выполнению трудного упражнения: по очереди нырнуть в прорубь во льду озера, проплыть подо льдом несколько метров и вынырнуть в другой проруби. Не желая подчиняться воле отца, Альбрехт во время выполнения упражнения на глазах Фридриха кончает с собой, утопившись.
Фридрих тяжело переживает смерть друга. Он пишет некролог и просит директора академии опубликовать его в школьной газете, но получает категорический отказ: самоубийца не заслуживает почестей. Кроме того, директор говорит Фридриху, что родители Альбрехта считали, что это их дружба так пагубно сказалась на взглядах последнего, но директор разубедил их. Вскоре предстоят боксёрские состязания между национал-политическими академиями, и директор настоятельно выражает надежду, что Фридрих на них проявит себя с наилучшей стороны, тем самым выразив благодарность за проявленное к нему доверие и предоставленную возможность обучаться в элитном учебном заведении.
На состязаниях во время боксёрского поединка Фридрих видит в числе зрителей гауляйтера Штайна, ловит его ободряющий взгляд и понимает, что он, Фридрих, предаёт память Альбрехта. После этого Фридрих сознательно и демонстративно проигрывает бой уже почти побеждённому им противнику.
Фридриха отчисляют из академии, проводят через унизительную процедуру отнятия униформы, и он в своей летней одежде, в которой когда-то прибыл в замок Алленштайн, по снегу идёт навстречу своей новой судьбе (при этом никто из его товарищей не рискует с ним попрощаться). Преподаватель Генрих Фоглер с жёстким выражением лица смотрит ему вслед.
После этого на экране сообщается о том, что к 1945 году в Германии насчитывалось приблизительно 40 национал-политических учебно-воспитательных учреждений с более чем 15 тысячами учеников. Даже когда исход Второй мировой войны был уже предрешён, германское командование всё равно послало формирования из этих учеников на «решающую битву». Будучи фанатично настроенными, они в то же время были слабо вооружены, из-за чего примерно каждый второй из этих 15 тысяч погиб.

## В ролях
| Актёр             | Роль                     |
| ----------------- | ------------------------ |
| Макс Римельт      | Фридрих Ваймер           |
| Том Шиллинг       | Альбрехт Штайн           |
| Девид Штрисов     | Генрих Фоглер            |
| Юстус фон Донаньи | гауляйтер Хайнрих Штайн  |
| Йоахим Биссмайер  | директор академии        |
| Мартин Горес      | Зигфрид «Зигги» Гладен   |
| Юли Энгельбрехт   | Катарина                 |
| Деннис Ганзель    | тренер боксерского клуба |

Режиссёр Деннис Ганзель сыграл эпизодическую роль тренера по боксу в начале фильма.

## Награды и номинации
| Год  | Фестиваль / Премия                           | Категория                                      | Персона                      | Результат |
| ---- | -------------------------------------------- | ---------------------------------------------- | ---------------------------- | --------- |
| 2003 | Премия Немецкой киноакадемии                 | Лучший неэкранизированный сценарий*            | Мэгги Перен / Деннис Ганзель | Победа    |
| 2004 | Хэмптонский международный кинофестиваль      | Лучший международный фильм                     | Деннис Ганзель               | Победа    |
| 2004 | Viareggio EuropaCinema                       | Лучший фильм                                   | Деннис Ганзель               | Победа    |
| 2004 | Гентский международный кинофестиваль         | Гран-при за лучший фильм                       | Деннис Ганзель               | Номинация |
| 2004 | Международный кинофестиваль в Карловых Варах | Лучший фильм                                   | Деннис Ганзель               | Номинация |
| 2004 | Международный кинофестиваль в Карловых Варах | Лучший актер                                   | Макс Римельт                 | Победа    |
| 2005 | Премия «Новые лица»                          | Лучший актер                                   | Макс Римельт                 | Номинация |
| 2005 | Премия «Новые лица»                          | Лучший актер                                   | Том Шиллинг                  | Номинация |
| 2005 | Премия «Русалка»                             | Приз зрительских симпатий                      | Том Шиллинг                  | Победа    |
| 2005 | Премия «Русалка»                             | Лучший актер, исполнивший роль юного персонажа | Том Шиллинг                  | Победа    |
| 2005 | Премия «Русалка»                             | Лучший молодой актер                           | Макс Римельт                 | Номинация |
| 2005 | Баварская кинопремия                         | Лучший режиссер                                | Деннис Ганзель               | Победа    |
| 2005 | Премия «Фаджр»                               | Лучший международный сценарий                  | Мэгги Перен / Деннис Ганзел  | Победа    |
| 2005 | Премия «Немецкая камера»                     | Лучший художественный фильм                    | Торстен Бройер               | Номинация |